# Камен Донев
Камен Иванчев Донев е български актьор, режисьор, драматург и хореограф. Известен е с авторските си моноспектакли „Възгледите на един учител за народното творчество“, „Възгледите на един учител за всеобщата просвета“, „Възгледите на един учител за силата на словото“ и „За сватбите“.

## Биография
Роден е в гр. Русе през 1971 г. Завършва специалност „Актьорско майсторство“ в НАТФИЗ през 1993 г. в класа на проф. Крикор Азарян и доц. Тодор Колев.
От 1994 до 2009 г. е актьор в Театъра на Българската армия в София.
През 2000 и 2001 г. участва в българското телевизионно предаване „Улицата“ на режисьора Теди Москов.
Изиграл е над 40 роли в театъра и киното и е написал повече от 30 драматургични творби. Реализирал е авторски постановки и хореография. Има участия в български и международни театрални фестивали.
През ноември 2006 г. е публикуван сборникът му „Всичко дотук – текстове за театър, кино и телевизия“, съдържащ текстове от дългогодишното му творчество.

## Награди
- Режисьорски дебют с телевизионните адаптации на Шекспировите пиеси: „Сън в лятна нощ“ и „Венецианският търговец“ (2000) и „Укротяване на опърничавата“ – специална награда на филмовия фестивал в Слънчев бряг.
- Номинация за мъжка роля на САБ 2001 за участието в „Аркадия“ – НТ „Иван Вазов“ и „Бая си на бълхите“ – Театър „Българска армия“.
- Награда „Максим 2002“ за ролята на Зарко – „Бая си на бълхите“ от Боян Папазов – Театър „Българска армия“.
- Награда „Максим 2004“ за ролите във „Фантасмагории“, реж. Стефан Москов и „Огнено лице“, реж. Н.Ламбрев
- „Икар 2006“ за главна мъжка роля за „Братя Карамазови“ по Ф.М.Достоевски – ДТ Пловдив
- „Максим 2006“ за главна мъжка роля за „Трамвай „Желание“ от Т.Уилямс
- Номинация за мъжка роля на САБ 2007 за ролята на Хелмер в спектакъла „Куклен дом“ от Х. Ибсен, реж. Стоян Радев – Театър „Българска армия“
- Награда „Иван Димов“ за ролята на Хелмер в спектакъла „Куклен дом“ от Х. Ибсен, реж. Стоян Радев
- Комедиен хит на сезона 2008
  - награда на публиката за авторския спектакъл на Камен Донев „Възгледите на един учител за народното творчество“
- Международен фестивал „Друмеви театрални празници“ – Шумен 2008
  - награда за мъжка роля на Камен Донев за ролята му във „Възгледите на един учител за народното творчество“
- Международен театрален фестивал „BGMOT“ 2008 – Габрово
  - награда за мъжка роля на Камен Донев за ролята му във „Възгледите на един учител за народното творчество“
- Национален фестивал на малките театрални форми – Враца 2008
  - трета награда за мъжка роля на Камен Донев за ролята му във „Възгледите на един учител за народното творчество“
  - Наградата за най-музикален и пеещ актьор на Камен Донев за ролята му във „Възгледите на един учител за народното творчество“
- „Балкански театрални европортрети“ – Благоевград 2008
  - награда за мъжка роля на Камен Донев за ролята му във „Възгледите на един учител за народното творчество“
  - награда на публиката за авторския спектакъл на Камен Донев „Възгледите на един учител за народното творчество“
- Международен театрален фестивал „Золотой Витязь“ – Москва
  - бронзов „Витязь“ за авторския спектакъл на Камен Донев „Възгледите на един учител за народното творчество“
- Награда „Ледената маска“ за моноспектакъла му „Възгледите на един учител за народното творчество“, определена за постановка на 2009 година от Русенски театър „Сава Огнянов“
- Наградата „Икар“ на Съюза на артистите в България „за водеща мъжка роля“: за (Семьон Семьонович Подсекалников) в „Животът е прекрасен“ от Николай Ердман, реж. Александър Морфов, Народен театър „Иван Вазов“ 2013.

## Житейски възгледи
Въпреки че е творил в чужбина, в работата си Камен Донев се чувства най-добре в България и не вижда смисъл „да весели чужди хора“. Казва, че има много работа, а „който работи е щастлив, създава нещо, чувства се потребен“. Определя се като „весел човек [...], но това не означава, че съм доволен“.
Смята че простотията, мързелът, завистта и чалгата убиват вдъхновението в България, а мехлемът срещу тях е „влизаш в библиотеката и четеш“. Според Камен иронията е най-висшето чувство на интелектуално удовлетворение.
Камен се въодушевява от високите скорости и е страстен почитател на картинга. Обича също електронните игри.

## Телевизионен театър
- „Зелен таралеж“ (1996) (Йордан Радичков) - мюзикъл

## Филмография
- Засукан свят (2019) - Ангелачко
- Уют (2019) Авторски филм на Камен Донев.
- Камера! Завеса! (2002-2003) - асистента Константин Дживджанов „Косьо“ в 3 серии (I, II, III)
- Най-важните неща (2-сер. тв, 2001) – Зефир
- Гори, гори, огънче (1994), 4 серии – Йоско „Вагнера“, синът на кмета